# Contrôleur des transports
Pour les articles homonymes, voir Contrôleur.
Un contrôleur est l'agent d'une compagnie de transports en commun chargé du contrôle de la validité des titres, et dans certains cas de leur commercialisation. 
Il peut être aussi chargé – dans le cadre du transport ferroviaire par exemple – de certaines fonctions de sécurité (vérification de la fermeture des portes, observation des signaux de sécurité...).

## En France
En France, outre les contrôleurs de la RATP, il y a également à la SNCF un contrôleur, appelé agent du service commercial trains (ASCT). Il est responsable de la sûreté (agression, vol), de la sécurité (arrêts en pleine voie, protection d'obstacles), du confort (climatisation, éclairage, assise) des voyageurs présents à bord de son train, de leur montée en gare de départ à leur descente en gare d'arrivée. Maître à bord de la partie voyageur de son train, il est aussi chargé de contrôler et de régulariser les titres de transports des voyageurs. Enfin, en cas de défaillance du conducteur, il est chargé de l'assister, de faire arrêter le train, de le protéger vis-à-vis des circulations.